# Arthur Naylor Wollaston
Arthur Naylor Wollaston (1842-1922) fue un orientalista británico.

## Biografía

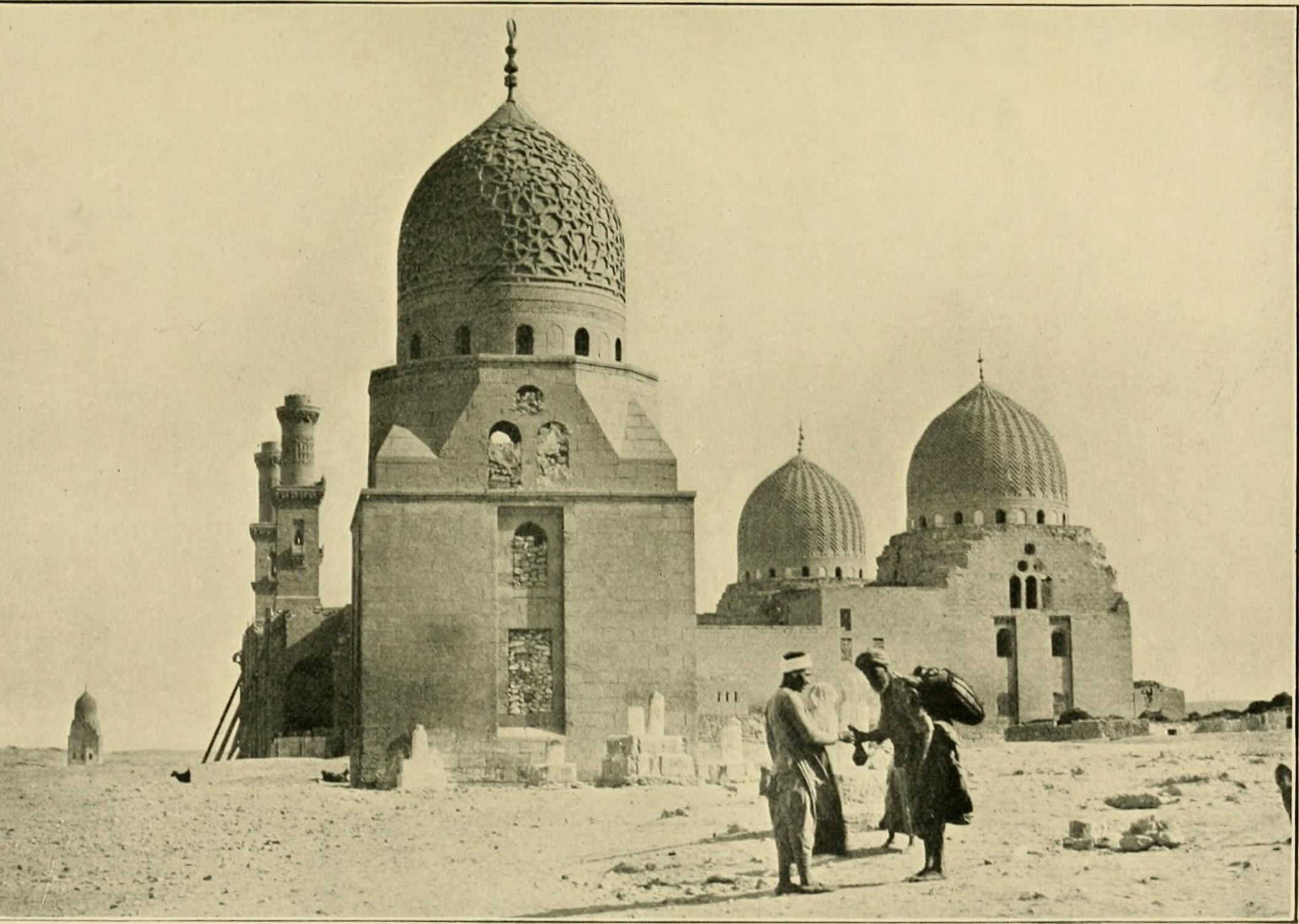
Fotografía en The Sword of Islam (1905)

Nacido el 14 de octubre de 1842 en Beulah Hill, Norwood, hijo de Henry Francis Wollaston, fue autor de títulos como Half Hours with Muhammad (1886) y The Sword of Islam (1905), una versión ampliada del anterior, además llevar a cabo traducciones y ediciones de textos relacionados con el mundo musulmán. Falleció el 8 de febrero de 1922. Entre sus reconocimientos se contó el de caballero comendador de la Orden del Imperio de la India.